# Platja de Las Acías
La platja de Las Acías està situada la localitat de Figueras a Astúries. És una platja de formació lineal amb una longitud de 400 m de longitud i una amplària mitjana de 30 m. Té un fàcil accés tant per a vianants com a vehicles, d'una longitud alguna cosa inferior als 500 m. El seu entorn és del tipus rural, la vegetació i arbrat molt proper a la sorra i la perillositat és baixa, la sorra és fina i de color lleugerament torrat. El grau d'urbanització així com la seva ocupació són baixos. Els terrenys que l'envolten no són crespats sinó esteses cap a la mar. No té serveis típics de platges.
La coneixen també com la platja de Los Cobos i està molt propera a la localitat de A Linera que té un grup d'habitatges amb una bella situació a la vora del mar. També està a prop una altra localitat anomenada Donlebún. Està declarada «Reserva Natural Parcial» per estar situada a la riba del riu Eo. Cal destacar l'alt interès paisatgístic, mediambiental i arquitectònic de la vora costanera.
Molt proper a la platja, cap a l'est, estan les restes del Molín d'As Acías que era un curiós molí de marees, ja que se servien de la pleamar i baixamar mitjançant un enginyós i senzill sistema per moure els mecanismes del molí.